# Аранчино
Аранчѝно (на италиански: Arancino, в мн. ч. Arancini, Аранчѝни; на сицилиански arancinu или arancina) е специалитет на сицилианската кухня. Като такъв той е официално признат и включен в Списъка на традиционните италиански хранително-вкусови продукти (Prodotto agroalimentare tradizionale (PAT) на Министерството на земеделието, храните и горите (MiPAAF) с името „оризови аранчини“.
Това е топка или конус от паниран и пържен ориз с диаметър 8 – 10 см, обикновено пълнен с рагу, грах и качокавало или с нарязани кубчета шунка и моцарела. Името произлиза от оригиналната форма и типичния златист цвят, напомнящ на портокал (на итал. arancia, аранча), но в Източна Сицилия аранчините по-често имат традиционна конична форма, за да символизират вулкана Етна.

## Етимология
Етимологията на италианската дума „аранчино“ е предмет на остри дискусии, особено поради локалния езиков патриотизъм в Сицилия, който погрешно разделя острова на западни и източни области.
Езиковата реалност е много по-сложна от известния в Италия спор между аранчината от Палермо (arancina palermitana) от женски род и аранчиното от Катания (arancinu catanese) от мъжки. Всъщност на сицилиански език думата arancina е еднакво разпространена в източната част на острова, по-специално в районите на Рагуза и Сиракуза, подобно на думата arancinu, която е разпространена в различна степен в по-малко източните райони на острова. В останалите области двата термина се употребяват на 'петна' по територията на другите сицилиански общини.
Според италианския писател от 20 век Гаетано Базиле тази храна трябва да е в женски род, тъй като името произлиза от плода на портокаловото дърво, т.е. от аранча (arancia, аранча), който на италиански е в женски род. През 2018 г. в интервю той обяснява обаче, че са валидни и двата термина (в м. и в ж. род).
Не липсват мнения, които се противопоставят на тази теза, като Сицилианско-италианският речник на палермитанеца Джузепе Биунди от 1857 г., в който тази храна е обозначена в мъжки род с arancinu, добавяйки, че „[...] наричаме сред нас [в Сицилия ] ястие с ориз, направено с форма на портокалово дърво“.
Все пак трябва да се отбележи, че сицилианският език, произлизащ от простонародния латински, запазва, за разлика от италианския, съответствието между граматическите жанрове, възприети от латинския език за растения и плодове. Ето как на сицилиански плодовете почти изцяло запазват мъжкия граматически род, извличайки го директно от неутралния (среден) род, който латинският дава за плодовете (напр. латинското pirum (круша) на италиански е в ж. р. la pera, а на сицилиански – в м. р. u piru). Дърветата от друга страна, въпреки окончанието за второ или четвърто формално мъжко склонение на -us, запазват женския граматически род (напр. латинското pirus (крушово дърво) на италиански е в м. р. il pero, а на сицилиански е в ж.р. a pirara или в м.р. l'àrburu dû piru). Всъщност на сицилиански портокаловият плод се нарича aranciu и по-специално partuallu, като и в двата случая е в мъжки род. Друга морфологична и фонологична разлика по отношение на италианския е, че както мъжкият, така и женски род в множествено число се сливат във формата arancini, аранчини. Следователно на сицилиански е възможно да се произнася и пише множественото число arancini (или също l'arancina), с което се имат предвид както arancini, така и arancine.
Академия дела Круска (италианска институция, която събира учени и експерти по лингвистика и филология на италианския език) също се изказва по темата, като потвърждава правилността на двата термина, въпреки че формата за мъжки род продължава да се обозначава от всички съвременни речници на италианския език (а формата от женски род – не).
Ето защо изглежда немислимо да се твърди, че сицилианските термини arancina (от ж. р.) и arancinu (от м. р.) (които на италиански съответно са arancina и arancino) са и двете легитимни умалителни (първото умалително в женски род, а второто – в мъжки род) на плода aranciu.

## История
Произходът на аранчино е предмет на доста дискусии. Тъй като е популярен продукт, е трудно да се намери някаква препратка към исторически източници, която да изясни точно кой произход и кои процеси са довели до днешния продукт с всичките му варианти.
Иракският математик Мохамед ал-Багдади в своята готварска книга от 1226 г. съобщава рецептата за Nāranjīya (аранча) – овнешко кюфте, потопено в разбито яйце и изпържено, за да изглежда като портокал, която много напомня на тази сицилианска пърженка.
Поради липсата на конкретни източници обаче някои автори се осмеляват да си представят произхода на продукта, започвайки с анализа на съставките му. По този начин поради постоянното присъствие на шафран се предполага, че той има ранносредновековен произход, по-специално е свързан с периода на мюсюлманско господство, когато е обичайно да се консумират ориз и шафран, подправени с билки и месо. Първоначалният вид и наименование на ястието също трябва да се проследи до самите араби, тъй като те обикновено комбинират имената на плодовете с кръгли заготовки, както съобщава Джамбонино да Кремона. Изобретението на панирането в традицията на свой ред често се проследява до двора на Фридрих II Швабски, когато хората търсят начин да вземат ястието със себе си по време на пътувания и лов. Хрупкавата панировка всъщност би осигурила отлично запазване на ориза и подправките, както и по-добра преносимост. Предполага се, че първоначално аранчиното е било характеризирано като храна за вкъщи, вероятно и за работа на полето.
Не липсват и източници, свързани с термина arancinu, най-старият от които изглежда е Сицилианският етимологичен, италиански и латински речник на Микеле Паскуалино, публикуван в Палермо през 1785 г., в който се съобщава под съответния запис: „с цвета на портокала, оранжев, минзухарен". Любопитно е, че малко по-долу Паскуалино съобщава, че терминът arancia се отнася до цитрусовото дърво (citrus × aurantium), докато aranciu се отнася до неговите плодове, противно на това, което се случва в италианския език. От това издание до средата на 19 век лемата arancinu основно посочва тип цвят – хипотеза, потвърдена и от лингвиста Салваторе Трова, който също свидетелства за разпространението на термина arancina в района на Трапани и на места като Авола, Фавара, Джаратана, Ното, Рагуза, Риези и Витория; докато първият източник, който споменава arancine, е романът „Вицекрале“ на писателя от Катания Федерико де Роберто, публикуван през 1894 г.
Първият писмен документ, който говори изрично за arancini като ястие, е Сицилианско-италианският речник на Джузепе Биунди от 1857 г., който свидетелства за наличието на „сладко ястие, приготвено от ориз с форма на меларанча (вид портокалов плод)“. Тези данни могат да ни накарат да повярваме, че аранчиното е роден като десерт, вероятно по време на празненствата в чест на Света Лукия, и едва по-късно става солено ястие. Всъщност изглежда, че първите покупки на един от типичните елементи, съставляващи соленото аранчино – доматът датират от 1852 г., пет години преди изданието на Биунди: разпространението на този зеленчук и неговата огромна употреба в сицилианската гастрономия трябва да се приеме след тази дата и вероятно през 1857 г. все още не е съставка на аранчино. Липсата на предишни препратки към Биунди всъщност може да е индикация за относителна „модерност“ на продукта, със сигурност в неговата солена версия.
Съществуват и значителни съмнения относно произхода на сладката версия: комбинацията със Света Лукия и традиционните продукти, свързани с нейните празненства, разкрива различни възможности за интерпретация, Според традицията кораб, натоварен с пшеница, акостира в Палермо през 1646 г., което слага край на тежкия глад. Това събитие е запомнено със създаването на кучѝя – продукт, направен от несмляни пшенични зърна, мед и рикота. Следователно не трябва да отхвърляме идеята, че първите сладки аранчини са версия за транспортиране на същата тази кучѝя. По отношение на връзката между двата продукта и празненствата на Света Лукия, и до днес на 13 декември всяка година традицията в Палермо и Трапани да се празнува деня на светицата, на който хората се въздържат от консумация на тестени храни, от ядене на аранчини (от всички видове, форми и размери) и на кучѝя.
По отношение на разпространението на този продукт в света, произходът му може да се види във феномена на емиграцията на сицилианците в чужбина, поне в началната ѝ фаза, когато те основават ростичерии (места за бързо хранене, продаващи предимно пържени и печени продукти) на местата, където се заселват, носейки със себе си регионалните продукти. Едно друго явление се дължи на създаването на качествени ростичерии в Италия и в чужбина от утвърдени готвачи и сицилиански предприемачи.

## В масовата култура
Аранчиното се смята от сицилианците за най-характерния пържен продукт от техния регион и почти всички големи градове претендират за авторство върху него. Това поведение на силен локален патриотизъм често предизвиква дискусии, които днес се разпространяват на популярно равнище благодарение и на виртуалните канали за социална дискусия като блогове, форуми и социални мрежи. По-специално, в района на Палермо се напомня, че произходът на ястието датира от арабската кухня и от ислямското господство, чиято столица е столицата на Сицилия (Палермо), както и че портокалът, от който произлизат имената и формите на аранчино, е дума от арабски произход, тъй като сарацините са донесли отглеждането му в Сицилия.
В района на Катания обаче се твърди, че конусовидната форма на аранчино се дължи на вдъхновението, родено от вулкана Етна: всъщност отрязването на върха на прясно приготвения продукт освобождава парата, която би наподобявала дима на вулкана, докато хрупкавата повърхност на панировката и червената част от съдържанието биха изобразявали лавата в двата ѝ етапа – горещ и студен. Също така в района на Катания кръглата форма на продукта поражда съпоставка с пълните хора, дефинирани с тон на присмех arancinu chî pedi или диалектично arancinu chê peri („аранчино с крака“, тоест ходещо аранчино), с което се визира особено дебел човек.
Като доказателство за своята популярност темата не пропуска да включи личности от света на културата. Популярни италиански готвачи като Алесандро Боргезе наричат ястието „аранчина“, като го приготвят в кръгла форма, която е традиционна за Западна Сицилия.
В литературата се появяват няколко препратки към този гастрономически продукт, като най-популпрната от тях е в главния герой на романите на Андреа Камилери – инспектор Салво Монталбано, известен негов почитател. Първата колекция на сицилианския автор, посветена на детектива, е озаглавена „Аранчините на Монталбано“ (Gli arancini di Montalbano) и почти изцяло е посветена на страстта на инспектора към това ястие, което той нарича в мъжки род.

## Приготвяне
За приготвянето е нужно оригиналният ориз да се свари ал денте, т.е. твърдо в обилно количество бульон, докато бульонът се абсорбира напълно. Охлажда се върху мраморна повърхност. След като се оформят дискове от това тесто, в центъра на всеки се поставя порция пълнеж и те се затварят. След това се минават в течно тесто от вода и брашно и се панират в галета, готови за пържене.
За приготвянето на ориза на аранчиното е широко разпространено използването на шафран, за да се придаде златист цвят на ориза – много компактен и ясно отделен от пълнежа.
Във всеки случай оригиналната рецепта за аранчини не включва използването на яйца, нито в пълнежа (оригиналът всъщност съдържа много нишесте и не изисква слепване с яйца), нито в панировката.

## Типология
Най-популярното аранчино в Сицилия е това с рагу (за удобство заместител на оригиналния сос), това с масло (с моцарела, шунка и понякога бешамел) и това със спанак (подправено с моцарела). Освен това в района на Катания са популярни аранчино „ала норма“ или „ала катанезе“ (с патладжан) и това с шамфъстък Бронте.
Универсалността на аранчиното е използвана за различни експерименти. Всъщност има рецепти за аранчино, които включват, освен явния ориз, гъби, салсича (наденица), горгондзола, сьомга, пиле, риба меч, морски дарове, песто, скариди, както и мастило от сепия. Има и сладки варианти: аранчините се приготвят с какао и се посипват със захар (обикновено по случай празника на Света Лукия); има с крем джандуя (особено в района на Палермо) и шоколад, както и с вишна. За да се улесни разграничението между различните вкусове, формата на аранчиното може да варира.
В Кампания аранчиното носи името на оризово топче (pall' 'e riso). То е кръгло и обикновено с по-малък размер. Пълни се с ориз със сос или рагу, като се добавят грах, месо и моцарела.